# Lyropupa spaldingi
Lyropupa spaldingi је пуж из реда Stylommatophora и фамилије Pupillidae. 

## Угроженост
Подаци о распрострањености ове врсте су недовољни.

## Распрострањење
Сједињене Америчке Државе су једино познато природно станиште врсте.

## Станиште
Врста Lyropupa spaldingi има станиште на копну.